# Lijst van voetbalinterlands Malediven - Thailand
Deze lijst van voetbalinterlands is een overzicht van alle officiële voetbalwedstrijden tussen de nationale teams van de Malediven en Thailand. De landen hebben tot nu toe vier keer tegen elkaar gespeeld. De eerste ontmoeting, een kwalificatiewedstrijd voor de Azië Cup 1996, werd gespeeld in Bangkok op 27 juni 1996. Het laatste duel, een kwalificatiewedstrijd voor de Azië Cup 2023, vond plaats op 8 juni 2022 in Namangan (Oezbekistan).

## Wedstrijden
| № | Plaats     | Datum            | Competitie                 | Wedstrijd            | Uitslag |
| - | ---------- | ---------------- | -------------------------- | -------------------- | ------- |
| 1 | Bangkok    | 27 juni 1996     | Azië Cup 1996 kwalificatie | Thailand − Malediven | 8 − 0   |
| 2 | Singapore  | 4 juli 1996      | Azië Cup 1996 kwalificatie | Malediven − Thailand | 0 − 8   |
| 3 | Chiang Mai | 24 februari 2012 | Vriendschappelijk          | Thailand − Malediven | 3 − 0   |
| 4 | Namangan   | 8 juni 2022      | Azië Cup 2023 kwalificatie | Thailand − Malediven | 3 − 0   |

## Samenvatting
| Competitie            | Totaal gespeeld | Winst Malediven | Gelijk | Winst Thailand | Doelsaldo Malediven – Thailand |
| --------------------- | --------------- | --------------- | ------ | -------------- | ------------------------------ |
| Azië Cup-kwalificatie | 3               | 0               | 0      | 3              | 0 − 19                         |
| Vriendschappelijk     | 1               | 0               | 0      | 1              | 0 − 3                          |
| Totaal                | 4               | 0               | 0      | 4              | 0 − 22                         |

FAM · A-internationals · Maldivisch vrouwenelftal
1980 - 1989 · 
1990 - 1999 · 
2000 – 2009 · 
2010 – 2019 ·
2020 − 2029
Afghanistan ·
Bahrein ·
Bangladesh ·
Bhutan ·
Brunei ·
Cambodja ·
China ·
Comoren ·
Filipijnen ·
Guam ·
Hongkong ·
India ·
Indonesië ·
Iran ·
Jemen ·
Kirgizië ·
Laos ·
Libanon ·
Maleisië ·
Mauritius ·
Mongolië ·
Myanmar ·
Nepal ·
Oezbekistan ·
Oman ·
Pakistan ·
Palestina ·
Qatar ·
Seychellen ·
Singapore ·
Sri Lanka ·
Syrië ·
Tadzjikistan ·
Thailand ·
Turkmenistan ·
Vietnam ·
Zuid-Korea
FAT · A-internationals · Bondscoaches · Statistieken · Thais vrouwenelftal · Thailand U21 · Thailand U20 · Thailand U19 · Thailand U18 · Thailand U17
1950 – 1959 · 
1960 – 1969 · 
1970 – 1979 · 
1980 – 1989 · 
1990 – 1999 · 
2000 – 2009 · 
2010 – 2019 ·
2020 − 2029
Asian Cup 1972 ·
Asian Cup 1992 · 
Asian Cup 1996 · 
Asian Cup 2000 · 
Asian Cup 2004 · 
Asian Cup 2007
OS 1956 · 
OS 1968
1956 · 
1957 · 
1958 · 
1959 · 
1960 · 
1961 · 
1962 · 
1963 · 
1964 · 
1965 · 
1966 · 
1967 · 
1968 · 
1969 · 
1970 · 
1971 · 
1972 · 
1973 · 
1974 · 
1975 · 
1976 · 
1977 · 
1978 · 
1979 · 
1980 · 
1981 · 
1982 · 
1983 · 
1984 · 
1985 · 
1986 · 
1987 · 
1988 · 
1989 · 
1990 · 
1991 · 
1992 · 
1993 · 
1994 · 
1995 · 
1996 · 
1997 · 
1998 · 
1999 · 
2000 · 
2001 · 
2002 · 
2003 · 
2004 · 
2005 · 
2006 · 
2007 · 
2008 · 
2009 · 
2010 · 
2011 · 
2012 · 
2013 ·
2014 ·
2015 ·
2016 ·
2017 ·
2018 ·
2019 ·
2020 ·
2021 ·
2022 ·
2023
Afghanistan ·
Australië ·
Bahrein ·
Bangladesh ·
Bhutan ·
Brazilië ·
Brunei ·
Bulgarije ·
Cambodja ·
China ·
Congo-Brazzaville ·
Denemarken ·
Duitsland ·
Egypte ·
Estland ·
Faeröer ·
Filipijnen ·
Finland ·
Gabon ·
Georgië ·
Ghana ·
Hongkong ·
India ·
Indonesië ·
Irak ·
Iran ·
Israël ·
Japan ·
Jemen ·
Jordanië ·
Kameroen · 
Kazachstan ·
Kenia ·
Kirgizië ·
Koeweit ·
Laos ·
Letland ·
Libanon ·
Liberia ·
Libië ·
Liechtenstein ·
Luxemburg ·
Macau ·
Malediven ·
Maleisië ·
Malta ·
Marokko ·
Myanmar ·
Nederland ·
Nepal ·
Nieuw-Zeeland ·
Nigeria ·
Noord-Ierland ·
Noord-Korea ·
Noorwegen ·
Oezbekistan ·
Oman ·
Oost-Timor ·
Pakistan ·
Palestina ·
Papoea-Nieuw-Guinea ·
Polen ·
Qatar ·
Saoedi-Arabië ·
Singapore ·
Slowakije ·
Sri Lanka ·
Suriname ·
Syrië ·
Taiwan ·
Tadzjikistan ·
Trinidad en Tobago ·
Turkmenistan ·
Uruguay ·
Verenigde Arabische Emiraten ·
Verenigde Staten ·
Vietnam ·
Zuid-Afrika ·
Zuid-Korea ·
Zuid-Vietnam ·
Zweden